# باول كينغ (كاتب أغاني)
باول كينغ (بالإنجليزية: Paul King)‏ هو كاتب أغاني بريطاني، ولد في 9 يناير 1948 في داجنهام في المملكة المتحدة.

## وصلات خارجية
- بول كينغ على موقع ميوزك برينز (الإنجليزية)
- بول كينغ على موقع ديسكوغز (الإنجليزية)